# Dagen
Dagen ist eine landesweit erscheinende schwedische Tageszeitung. Sie gilt als christliche Zeitung Schwedens mit Sitz in Stockholm. Die erste Ausgabe erschien am 1. November 1945. Gegründet wurde sie vom Leiter der schwedischen Pfingstbewegung Lewi Pethrus, der bis zu seinem Tod 1974 auch deren Chefredakteur war. Dagen vertritt alle christlichen Gemeinschaften und Ansichten und möchte ein möglichst breites Meinungsbild vermitteln, wobei soziale Aspekte sowie Glaubensaspekte im Vordergrund stehen. Rund 60 Mitarbeiter arbeiten an der Zeitung, welche viermal pro Woche in ganz Schweden erscheint. Zurzeit hat sie ca. 19.000 Abonnenten. Sie wird von TidningsAB Nya Dagen herausgegeben. Der Herausgeber ist John Ottestad.